# 6517-es mellékút (Magyarország)
A 6517-es számú mellékút egy körülbelül tizenhét kilométer hosszú, négy számjegyű mellékút Tolna vármegye nyugati peremén. A 61-es főút kapospulai szakaszával kapcsol össze néhány, attól északabbra fekvő kisebb települést.

## Nyomvonala
A 61-es főútból ágazik ki, annak 94+600-as kilométerszelvénye közelében, a Tolna vármegye nyugati szélén fekvő Kapospula belterületén. Északnyugat felé indul, Rákóczi utca, illetve egy szakaszon Béke tér néven; közben északabbra fordul, 900 méter után pedig kilép a településről. Sokáig külterületek között húzódik, majd az ötödik kilométerénél Alsóhetény településrészre érkezik, ahol a Dózsa György utca nevet veszi fel, 6,3 kilométer után lép ki teljesen a községrész házai közül, de csak 8,6 éri el a következő község, Nak határszélét.
Innen nagyjából két kilométeren át még a két település határvonalát kíséri, és mintegy 10,6 kilométer után lép csak teljesen Nak területére. Ott nem sokkal ezután nyugatnak fordul, ugyanott kelet felé egy számozatlan alsóbbrendű bekötőút ágazik ki Nosztánypuszta településrész felé. A 11. kilométerénél már Nak házai között jár Petőfi S utca néven, majd 12,2 kilométer után egy elágazáshoz ér. Dél felől a 6518-as út torkollik bele, 9,3 kilométer megtétele után, a 6517 pedig észak felé folytatódik, Fő utca néven. A 14+550-es kilométerszelvényénél lép ki a településről, és 15,9 kilométer után éri el Lápafő területét. 16,3 kilométer után ér a falu házai közé, Rákóczi utca néven, végül beletorkollik a 6507-es útba, annak 10+600-as kilométerszelvényénél.
Teljes hossza, az országos közutak térképes nyilvántartását szolgáló kira.gov.hu adatbázisa szerint 17,011 kilométer.

## Települések az út mentén
- Kapospula
- Alsóhetény
- Nak
- Lápafő

## Története
A Cartographia 2004-es kiadású Világatlaszán az Alsóhetény és Nak közti szakasza még nem szerepel. A Google Utcakép 2019 őszén elérhető felvételei ugyanakkor tanúsítják, hogy azok készítésekor, az útvonal más részeihez hasonlóan ez a szakasz is pormentes, gépkocsival bejárható út volt.